# Syndemis accinctana
Syndemis accinctana är en fjärilsart som beskrevs av Pierre Chrétien 1915. Syndemis accinctana ingår i släktet Syndemis och familjen vecklare. Inga underarter finns listade i Catalogue of Life.